# جهمة
جهمة منطقة عراقية في هضبة الدبدبة في ناحية بصية في قضاء السلمان بمحافظة المثنى جنوب العراق، فيها آبار عذبة قليلة الماء تُسمى حسيّان الجهمة والجهيم، بينها وبين الأمغر 30 كيلومتراً جنوباً، وبينها وبين تقيد 30 كيلومتراً شمالاً..